# Bananekorre
Bananekorre (Callosciurus notatus) är en däggdjursart som först beskrevs av Pieter Boddaert 1785.  Callosciurus notatus ingår i släktet praktekorrar och familjen ekorrar. IUCN kategoriserar arten globalt som livskraftig.
Inga underarter finns listade i Catalogue of Life. Wilson & Reeder (2005) skiljer däremot mellan fem underarter.

## Utseende
Bananekorre når en kroppslängd (huvud och bål) av 15 till 22 cm och en svanslängd av 14 till 21 cm. Vikten ligger mellan 160 och 260 gram. Ryggen och den yviga svansen har en olivgrå färg. På varje sida finns en ljusgrå och en svart strimma. Undersidan är rödbrun till orange. Tandformeln är I 2/2 C 0/0 P 2/1 M 3/3, alltså 26 tänder.

## Utbredning och habitat
Denna ekorre förekommer på Malackahalvön, på öarna Borneo, Sumatra och Java samt på några mindre öar i samma region. Arten introducerades av människan på ön Salajar söder om Sulawesi. Bananekorre vistas i låglandet och i upp till 1500 meter höga bergstrakter.
Arten lever i olika slags skogar och mangrove. Den är en kulturföljare som ofta hittas i odlingsmark och i människans samhällen.

## Ekologi
Individerna är aktiva på dagen och klättrar vanligen i växtligheten. De äter frukter, bark och naturgummi samt några insekter.
Hos bananekorre förekommer ofta mindre grupper. För kommunikationen har de olika läten, till exempel för att varna för fiender. Honor kan para sig hela året men de flesta ungar föds under våren och senhösten. Honan parar sig vanligen med flera hanar och dräktigheten varar cirka 40 dagar. Sedan föds en till fyra ungar som stannar de första veckorna i honans bo. Honan slutar efter cirka sex veckor med digivning. Livslängden i naturen uppskattas med 3 till 7 år och den äldsta individen i fångenskap blev 9,5 år gammal.
Bananekorre har flera olika fiender som marklevande rovdjur och ormar. När en grupp ekorrar känner sig överlägsna mobbar de däremot ormen.